# 秦野市立本町中学校
秦野市立本町中学校（はだのしりつ ほんちょうちゅうがっこう）は、神奈川県秦野市にある公立中学校。

## 沿革
- 1947年（昭和22年）5月 - 「秦野町立秦野中学校」として開校[1]。
- 1948年（昭和23年）2月10日 - PTAを発足[1]。
- 1949年（昭和24年）7月15日 - 木造平屋建て校舎3棟を落成[1]。
- 1950年（昭和25年）11月19日 - 校歌を制定（作詞：土岐善麿、作曲：平井康三郎）[1]。
- 1951年（昭和26年）
  - 1月8日 - 木造平屋建て校舎を落成[1]。
  - 9月28日 - 校旗授与式を挙行[1]。
- 1954年（昭和29年）11月20日 - 体育館を落成し、祝賀式を挙行[1]。
- 1955年（昭和30年）1月1日 - 町村合併に伴い、「秦野市立本町中学校」に改称[1]。
- 1956年（昭和31年）11月3日 - 鉄筋コンクリート造2階建ての新校舎2棟を落成[1][2]。
- 1967年（昭和42年）4月1日 - 特殊学級（現：特別支援学級）を開設[1]。
- 1969年（昭和44年）7月26日 - プールを落成し、竣工式とプール開きを開催[1]。
- 1975年（昭和50年）1月6日 - 全国小中学校新聞コンクールにて総理大臣賞・毎日新聞社賞・全新研賞を受賞[1]。
- 1985年（昭和60年）4月1日 - 登校拒否生徒への相談指導学級を開設[1]。
- 1986年（昭和61年）4月17日 - 校舎を増改築し、竣工式を挙行[1]。
- 1987年（昭和62年）4月24日 - 校舎を増改築し、竣工式を挙行[1]。
- 1999年（平成11年）9月8日 - 新体育館を落成し、竣工式を挙行[1]。
- 2011年（平成23年）7月 - 新校舎を落成[1][2]。
- 2021年（令和3年）12月1日 - 給食を開始[1]。

## 教育目標
一人ひとりが豊かな人生を送るために、自らの希望を持ち、仲間と関わる中で心身を高めあう学校
本町中生の3つの心「自ら学ぶ心、思いやる心、やり抜く心」
～たくましく しなやかな人に～

## 施設概要
主な施設。
- 校舎
- 体育館
- プール
- テニスコート
- 校庭

## 学区
- 秦野市
  - 富士見町、本町1・2丁目、曽屋1・2丁目、栄町、文京町、桜町1・2丁目、水神町、ひばりケ丘、幸町、上大槻、曽屋
  - 室町（2番6号-7号、3番2号-13号・29号・30号、8番3号-23号・34号・38号・39号）
  - 東田原（51番、200番、261番13-17・19-26、269番10-12、294番15、294番17、296番-314番、317番-320番、327番-368番）
  - 西田原（1312番-1314番）
  - 下大槻（1571番）
  - 落合（3番、348番-353番、358番、362番、364番-398番）
  - 名古木（3番-11番、12番15、12番20、13番、16番1、18番2、341番2、342番1、368番-425番、440番1、441番-443番）

出典：

## 進学前小学校
- 秦野市立本町小学校（秦野市文京町）
- 秦野市立末広小学校（秦野市末広町）

出典：

## アクセス

### 鉄道
- 小田急電鉄小田原線 - 秦野駅から徒歩で約18分

### バス
- 「本町中学校前」停留所（神奈中バス）から徒歩すぐ

## 周辺
- 神奈川県立西部総合職業技術校
- 水無川
- 秦野市立南中学校

## 出身者
- 河野諒祐 - サッカー選手[4]
- 友永翔太 - プロ野球選手[5]
- 真矢 - ミュージシャン・タレント[6]
- 吉田栄作 - 俳優・歌手[7]